# Mondia
Mondia es un género perteneciente a la familia de las apocináceas con dos especies de plantas fanerógamas. Es originaria de África.

## Descripción
Son lianas; los órganos subterráneos son leñosos, a menudo con raíces secundarias tuberosas o engrosadas. Las láminas foliares son membranosas coriáceas, de 10-20 cm de largo y 6-15 cm de ancho, oblongas, ovales u obovados, basalmente cordadas, apiculado apical, glabras, con el cuello interpetiolar inflado y dentado, o con adornos.
Las inflorescencias son axilares, más cortas que las hojas adyacentes, con 3-10 flores, laxa. 

## Distribución y hábitat
Se encuentra en el África tropical en las lagunas de los bosques.

## Especies
| - Mondia ecornuta (N.E.Br.) Bullock - Mondia whiteii Skeels |